# Banyumudal (Sapuran)
Banyumudal is een bestuurslaag in het regentschap Wonosobo van de provincie Midden-Java, Indonesië. Banyumudal telt 5458 inwoners (volkstelling 2010).